# دانیل اندرس
دانیل اندرس (انگلیسی: Daniel Endres؛ زادهٔ ۱۶ مهٔ ۱۹۸۵) بازیکن فوتبال اهل آلمان است.
از باشگاه‌هایی که در آن بازی کرده‌است می‌توان به باشگاه فوتبال کیکرز اوفنباخ اشاره کرد.